# Vivement ce soir
Pour plus de détails, voir Fiche technique et Distribution.
Vivement ce soir est un film belge réalisé par Patrick Van Antwerpen, sorti en 1985.

## Synopsis
Dans une grande surface de la capitale belge, son directeur est quelque peu angoissé: en effet, il attend pour le soir même une délégation commerciale russe pour laquelle il devra expliquer le fonctionnement d'une grande surface occidentale. Dès lors, il inspecte les lieux et tente de rectifier les différents problèmes qui se présentent dans son magasin. Il est aussi amoureux et ses émotions ainsi diversifiées, contribuent à sa nervosité. En attente de la fameuse soirée, le fim montre différentes mini-aventures et historiettes qui se passent dans le magasin, aussi bien au niveau du comportement des clients que du personnel.  

## Fiche technique
- Titre français : Vivement ce soir
- Réalisation : Patrick Van Antwerpen
- Photographie : Michael Sander
- Pays d'origine : Belgique
- Durée : 80 minutes
- Date de sortie : 1985

## Distribution
- Robert Lemaire : le directeur
- Marco Badot : Employé de supermarché
- Jean-Marie Buchet : Boucher
- Luc de Smet
- Gerald Dederen : Employé de supermarché
- Yolande Moreau : une cliente